# (59388) Monod
(59388) Monod  es un asteroide perteneciente al cinturón de asteroides, descubierto el 24 de marzo de 1999 por Matteo Santangelo desde el Observatorio de Monte Agliale, en Italia.

## Designación y nombre
Monod se designó al principio como 1999 FU19.
Más adelante fue nombrado en honor al biólogo francés (premio Nobel en 1965) Jacques L. Monod (1910-1976).

## Características orbitales
Monod orbita a una distancia media del Sol de 2,3970 ua, pudiendo acercarse hasta 2,1084 ua y alejarse hasta 2,6856 ua. Tiene una excentricidad de 0,1203 y una inclinación orbital de 4,1353° grados. Emplea en completar una órbita alrededor del Sol 1355 días.

## Características físicas
Su magnitud absoluta es 15,4. Tiene 1,970 km de diámetro. Su albedo se estima en 0,345.